# Kecamatan Purwosari (distrikt i Indonesien, lat -7,63, long 112,12)
Kecamatan Purwosari är ett distrikt i Indonesien.   Det ligger i provinsen Jawa Timur, i den västra delen av landet, 600 km öster om huvudstaden Jakarta.